# 中国民主促进会辽宁省委员会
中国民主促进会辽宁省委员会，简称民进辽宁省委、辽宁民进，是中国民主促进会在辽宁省的地方组织。